# Pirkko Saisio

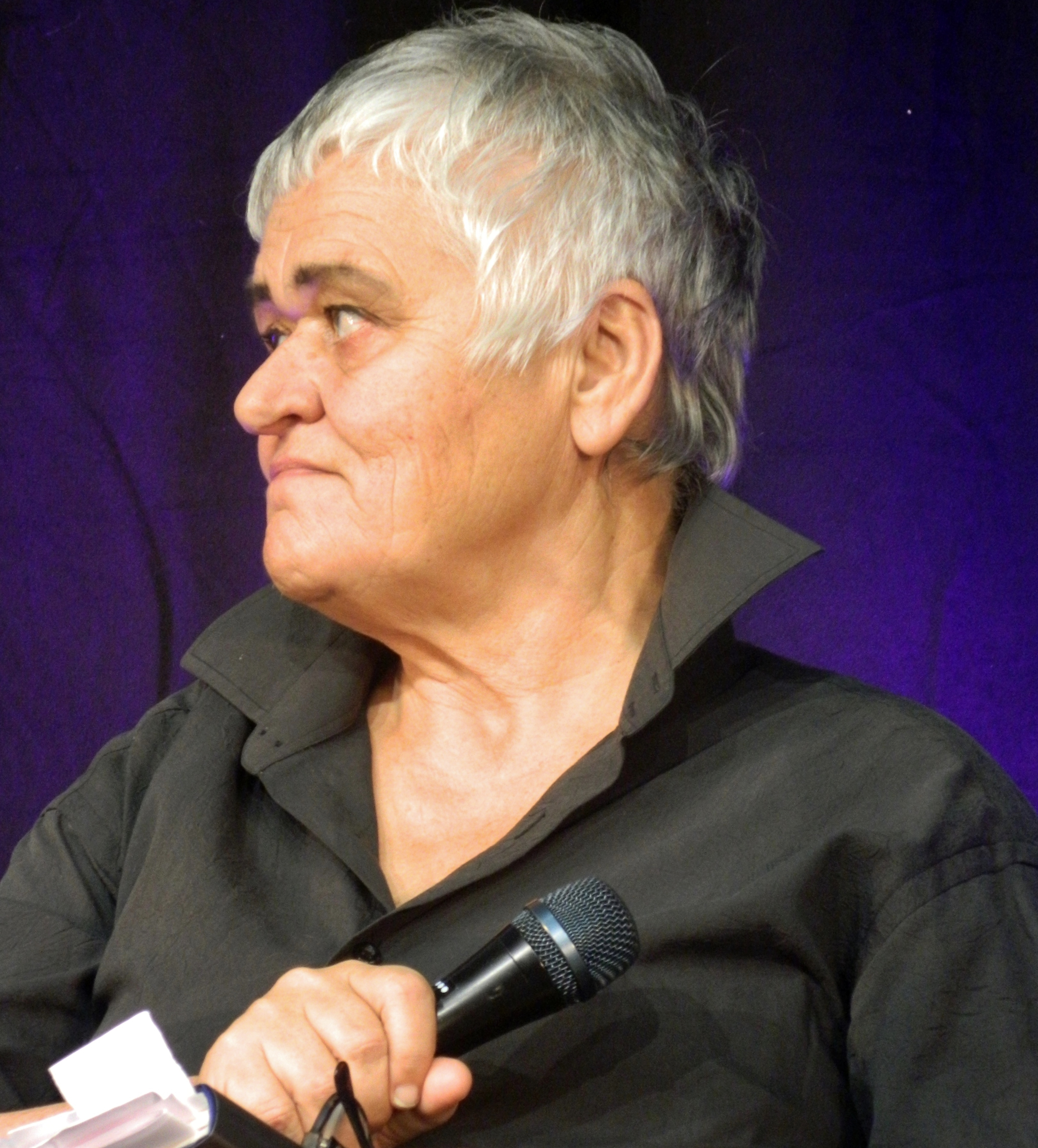
Pirkko Saisio (2016)

Pirkko Helena Saisio (* 16. April 1949 in Helsinki) ist eine finnische Autorin und Schauspielerin. Sie war 2003 Gewinnerin des mit 26.000 Euro dotierten Finlandia-Preises für ihr Prosawerk Punainen erokirja („Das rote Buch der Abschiede“). 2007 erhielt sie die wichtigste kulturelle Auszeichnung Finnlands, die Medaille Pro Finlandia, und 2016 den Aleksis-Kivi-Preis für ihr Lebenswerk. Sie veröffentlicht auch unter dem Pseudonym Eva Wein und Jukka Larsson. Sie ist außerdem Professor für Dramaturgie.

## Leben
Pirkko Saisio entstammt einem kommunistisch geprägten Elternhaus, dass ihr jedoch auch christliche Werte in dem Maße beibrachte, dass sie nach ihrem Abitur 1967 zunächst Theologie studieren wollte, dass aber zu der damaligen Zeit in Finnland als Frau nicht einfach gewesen wäre. So nahm sie nach einigen Umwegen 1971 zunächst Schauspielunterricht und hatte ihr erstes Engagement 1975 am Stadttheater Rovaniemi, begann aber gleichzeitig mit dem Schreiben. Ihr Debüt machte sie 1975 mit dem Roman Elämänmeno, in dem das Arbeitermilieu Helsinkis aus der Sicht einer jungen Frau beschreibt. Diesem Themenkomplex – Frauen in konfliktträchtigem Stadtumfeld – blieb sie auch später verhaftet. Ihre schriftstellerische Tätigkeit ist jedoch auch aus der Warte der Bildenden Kunst beleuchtet: Ihre Romane werden häufig durch bestimmte Techniken bestimmt, die im Theater angewendet werden, wie der Dominanz der Dialoge, oder der unmittelbaren Gegenüberstellung der Protagonisten. Ein typisches Beispiel ist hier der Theaterroman Kainin tytär von 1984, in dem sich Anna in ihre Klavierlehrerin verliebt.
Für die Bühne schrieb sie „Tunnottomuus“ („Fühllosigkeit“), das 2003 am Finnischen Nationaltheater uraufgeführt wurde, Regie führte sie selbst. Das Stück kam bei den Kritikern sehr gut an und wurde 2004 der Finnische Beitrag für den „Nordischen Drama Preis“.
Pirkko Saisio hat mit dem Schauspieler Harri Hyttinen eine Tochter, Elsa Saisio, die ebenfalls Schauspielerin ist.

## Werke
- Das rote Buch der Abschiede, aus dem Finnischen von Elina Kritzokat, Klett-Cotta, Stuttgart 2023, ISBN 978-3-608-98725-6
- Gegenlicht, aus dem Finnischen von Elina Kritzokat, Klett-Cotta, Stuttgart 2024, ISBN 978-3-608-98724-9
- Das kleinste gemeinsame Vielfache, aus dem Finnischen von Elina Kritzokat, Klett-Cotta, Stuttgart 2024, ISBN 978-3-608-98726-3

## Quelle
- Eiswasser, Zeitschrift für Literatur. Finnland spezial, herausg. von Joachim Gerdes, Dagmar Mißfeldt, Jörg Ridderbusch, 2. Auflage 1999, Eiswasser-Verlag, Vechta, ISBN 3-924143-15-3